# Monodelphis scalops
Monodelphis scalops (Portugees: Catita-de-listras) is een zoogdier uit de familie van de opossums (Didelphidae). De wetenschappelijke naam van de soort werd voor het eerst geldig gepubliceerd door Thomas in 1888.

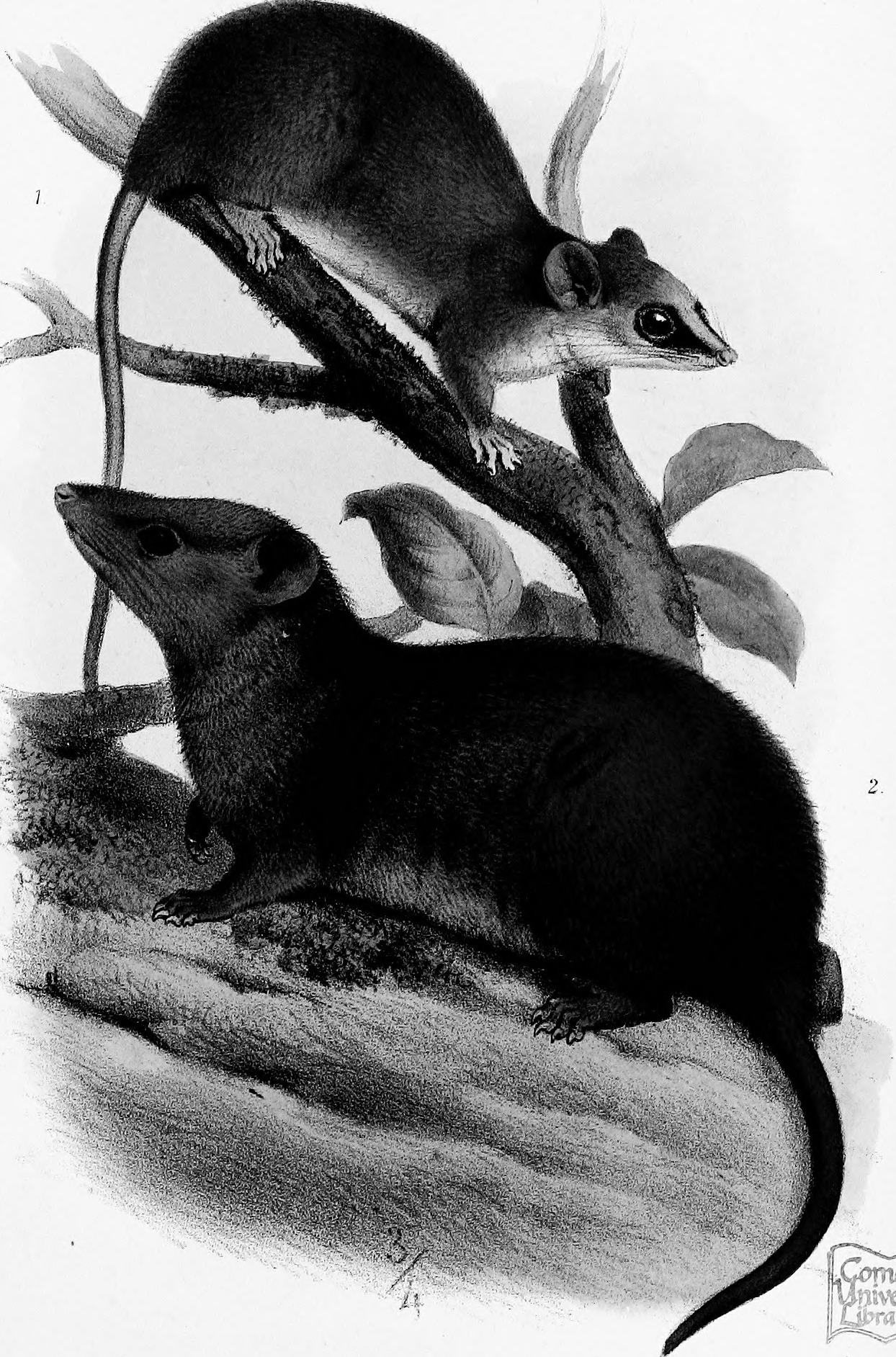
1 = Marmosa lepida (boven)
2 = Monodelphis scalops (onder)
(1888), Catalogue of the Marsupialia and Monotremata